# Jackson Center (Pennsylvanie)
Jackson Center est une localité du comté de Mercer en Pennsylvanie, à environ 100 km au nord de Pittsburgh.
Sa population était de 224 habitants en 2010.